# ریچموند، نیو ساوت ولز
ریچموند، نیو ساوت ولز (به انگلیسی: Richmond) یک شهرک در استرالیا است که در نیو ساوت ولز واقع شده‌است.